# Ngipik (Pringsurat)
Ngipik is een bestuurslaag in het regentschap Temanggung van de provincie Midden-Java, Indonesië. Ngipik telt 3472 inwoners (volkstelling 2010).